# Prvi razred 1920-1921
La Prvi razred 1920./21. (in lingua italiana prima classe 1920-21), in cirillico Први разред 1920./21., fu la seconda edizione della massima divisione delle varie sottofederazioni (podsaveze) in cui era diviso il sistema calcistico del Regno dei Serbi, Croati e Sloveni.
Le vincenti avrebbero dovuto accedere al Državno prvenstvo (campionato nazionale) per designare la squadra campione, ma nel 1921 questo torneo non si tenne.
All'inizio del 1921 nel Regno dei Serbi, Croati e Sloveni il numero dei club raggiunse i 216 e distribuiti nei distretti come segue: Subotica 8, Baranja 14, Spalato 15, Banato 16, Lubiana 20, Belgrado 55 e Zagabria 88. Tuttavia, non tutti i membri della JNS volevano diventarne parte. Per molto tempo, la pratica era che i club rurali più piccoli non si unissero alla JNS e agissero in modo selvaggio (oggigiorno diremmo "autonomo"); quella pratica iniziò ad essere abbandonata a metà degli anni '30. Ai club affiliati alle sottofederazioni della JNS era severamente vietato giocare con club "selvaggi" e non registrati. Il problema per i membri dei club rurali e minori delle città era solitamente di natura finanziaria (pagamento dell'iscrizione alle sottofederazioni e dei giocatori) e spesso condizioni di gioco inadeguate (campi e persino i giocatori stessi).

## Sottofederazioni
```
In questa edizione si aggiunge la 
Subotički nogometni podsavez
, la sottofederazione di 
Subotica
.
```

### Lubiana

#### Autunno
```
Lubiana
: 
Ilirija
–
Slovan
 9–1

Celje
:   
Celje
–Athletik 2–0

Maribor
: Rapid 5, Hertha 3, Rote Elf 2, 1.SSK 1 punto
```

|                   | Pos. | Squadra       | Pt | G | V | N | P | GF | GS | QR    |
| ----------------- | ---- | ------------- | -- | - | - | - | - | -- | -- | ----- |
|                   | 1.   | Ilirija       | 4  | 2 | 2 | 0 | 0 | 19 | 2  | 9,500 |
|                   | 2.   | Rapid Marburg | 2  | 2 | 1 | 0 | 1 | 5  | 6  | 0,833 |
|                   | 3.   | Celje         | 0  | 2 | 0 | 0 | 2 | 2  | 18 | 0,111 |
| Fonte: exyufudbal |      |               |    |   |   |   |   |    |    |       |

| Data              | Partita         | Ris. |
| ----------------- | --------------- | ---- |
| 01.11.1920        | Rapid – Celje   | 5–0  |
| 07.11.1920        | Celje – Ilirija | 2–13 |
| 14.11.1920        | Rapid – Ilirija | 0–6  |
| Fonte: exyufudbal |                 |      |

#### Primavera
```
Lubiana
: 
Ilirija
–
Svoboda
 12–0. Lo 
Slovan
 rinuncia.

Celje
:   Athletik–
Celje
 
3–0

Maribor
: 1.SSK 4, Rapid 2, Rote Elf
[
3
]
 0 punti
```

| Data              | Partita                        | Ris. |
| ----------------- | ------------------------------ | ---- |
| SEMIFINALI        |                                |      |
| 03.07.1921        | 1.SŠK Maribor – Athletik Celje | 1–2  |
| Ilirija esentato  |                                |      |
| FINALE            |                                |      |
| 17.07.1921        | Athletik Celje – Ilirija       | 4–4  |
| 25.09.1921        | Athletik Celje – Ilirija       | 1–1  |
| 02.10.1921        | Ilirija – Athletik Celje       | 7–2  |
| Fonte: exyufudbal |                                |      |

### Zagabria
|                   | Pos. | Squadra            | Pt | G  | V  | N | P  | GF | GS | QR    |
| ----------------- | ---- | ------------------ | -- | -- | -- | - | -- | -- | -- | ----- |
|                   | 1.   | HAŠK Zagabria      | 25 | 14 | 12 | 1 | 1  | 60 | 11 | 5,454 |
|                   | 2.   | Građanski Zagabria | 24 | 14 | 12 | 0 | 2  | 63 | 8  | 7,875 |
|                   | 3.   | Concordia Zagabria | 22 | 14 | 10 | 2 | 2  | 43 | 14 | 3,071 |
|                   | 4.   | Šparta Zagabria    | 13 | 14 | 6  | 1 | 7  | 28 | 41 | 0,682 |
|                   | 5.   | Ilirija Zagabria   | 10 | 14 | 5  | 0 | 9  | 33 | 36 | 0,916 |
|                   | 6.   | Croatia Zagabria   | 8  | 14 | 3  | 2 | 9  | 11 | 54 | 0,203 |
|                   | 7.   | Viktorija Zagabria | 7  | 14 | 3  | 1 | 10 | 12 | 41 | 0,292 |
|                   | 8.   | Slavija Zagabria   | 3  | 14 | 1  | 1 | 12 | 11 | 56 | 0,196 |
| Fonte: exyufudbal |      |                    |    |    |    |   |    |    |    |       |

|                          | HAŠ  | Gra  | Con  | Špa  | Ili  | Cro  | Vik  | Sla  |
| ------------------------ | ---- | ---- | ---- | ---- | ---- | ---- | ---- | ---- |
| HAŠK                     | –––– | ?    | ?    | 7-0  | ?    | 10-0 | 5-0  | 5-0  |
| Građanski                | ?    | –––– | 0-1  | ?    | ?    | 10-0 | ?    | 5-0  |
| Concordia                | 0-3  | ?    | –––– | 4-1  | 5-1  | ?    | ?    | ?    |
| Šparta                   | ?    | ?    | ?    | –––– | 2-0  | 0-0  | 2-1  | 7-2  |
| Ilirija                  | ?    | ?    | ?    | '    | –––– | 2-3  | 5-2  | 1-0  |
| Croatia                  | ?    | 0-10 | ?    | ?    | ?    | –––– | ?    | ?    |
| Viktorija                | ?    | ?    | ?    | ?    | ?    | 0-2  | –––– | 2-0  |
| Slavija                  | ?    | ?    | ?    | ?    | 1-2  | 4-0  | ?    | –––– |
| Fonte: Fonte: exyufudbal |      |      |      |      |      |      |      |      |

#### Finali
| Data                    | Partita                    | Ris. |
| ----------------------- | -------------------------- | ---- |
| SEMIFINALI PROVINCIALI  |                            |      |
| ?                       | Građanski Osijek – Cibalia | 2–3  |
| ?                       | Krajišnik – DONK Daruvar   | 3–0  |
| FINALE PROVINCIALE      |                            |      |
| ?                       | Cibalia – Krajišnik        | 3–0  |
| FINALE SOTTOFEDERALE    |                            |      |
| ?                       | HAŠK Zagabria – Cibalia    | 16–0 |
| Fonte: claudionicoletti |                            |      |

### Subotica
L'assemblea della fondazione della Subotički nogometni podsavez si tiene il 3 ottobre 1920 a Subotica. Era preceduta dalla "Privremena odbor Subotičkih sportskih društava" (Comitato temporaneo delle associazioni sportive di Subotica), e mantiene una autorizzazione temporanea dalla JNS fino al 16 gennaio 1922, quando viene ufficialmente ammessa. Il numero dei club è 24, ma dopo il ritiro di quelli di Žombolj (città che passò sotto il controllo militare serbo il 17 novembre 1918, a seguito della Conferenza di pace di Parigi, e che poi entrò a far parte del Regno dei Serbi, dei Croati e degli Sloveni, ma dopo un aggiustamento del confine con la Romania, divenne parte di quest'ultima con il nome di Jimbolia il 9 aprile 1924) scende a 18 e vengono divisi in tre classi (I, II/A e II/B).
|                         | Pos. | Squadra            | Pt                                                      | G                                                       | V                                                       | N                                                       | P                                                       | GF                                                      | GS                                                      | QR                                                      |
| ----------------------- | ---- | ------------------ | ------------------------------------------------------- | ------------------------------------------------------- | ------------------------------------------------------- | ------------------------------------------------------- | ------------------------------------------------------- | ------------------------------------------------------- | ------------------------------------------------------- | ------------------------------------------------------- |
|                         | 1.   | Bačka Subotica     | 28                                                      | 16                                                      | 13                                                      | 2                                                       | 1                                                       | 50                                                      | 10                                                      | 5,000                                                   |
|                         | 2.   | Amateur Sombor     | 25                                                      | 16                                                      | 12                                                      | 1                                                       | 3                                                       | 39                                                      | 15                                                      | 2,600                                                   |
|                         | 3.   | SAND Subotica      | 22                                                      | 16                                                      | 10                                                      | 2                                                       | 4                                                       | 36                                                      | 22                                                      | 1,636                                                   |
|                         | 4.   | KAFC Kula          | 19                                                      | 16                                                      | 8                                                       | 3                                                       | 5                                                       | 23                                                      | 19                                                      | 1,211                                                   |
|                         | 5.   | Sport Subotica     | 17                                                      | 16                                                      | 6                                                       | 5                                                       | 5                                                       | 25                                                      | 23                                                      | 1,087                                                   |
|                         | 6.   | SSU Sombor         | 15                                                      | 16                                                      | 6                                                       | 3                                                       | 7                                                       | 35                                                      | 32                                                      | 1,094                                                   |
|                         | 7.   | Sloga Subotica     | 11                                                      | 16                                                      | 5                                                       | 1                                                       | 10                                                      | 22                                                      | 30                                                      | 0,733                                                   |
|                         | 8.   | STC Subotica       | 6                                                       | 16                                                      | 3                                                       | 0                                                       | 13                                                      | 12                                                      | 43                                                      | 0,279                                                   |
|                         | 9.   | Građanski Subotica | 1                                                       | 16                                                      | 0                                                       | 1                                                       | 15                                                      | 3                                                       | 51                                                      | 0,059                                                   |
|                         | 10.  | Žombolja ŽSE       | Passato nella Banatska župa e poi nei campionati rumeni | Passato nella Banatska župa e poi nei campionati rumeni | Passato nella Banatska župa e poi nei campionati rumeni | Passato nella Banatska župa e poi nei campionati rumeni | Passato nella Banatska župa e poi nei campionati rumeni | Passato nella Banatska župa e poi nei campionati rumeni | Passato nella Banatska župa e poi nei campionati rumeni | Passato nella Banatska župa e poi nei campionati rumeni |
| Fonte: claudionicoletti |      |                    |                                                         |                                                         |                                                         |                                                         |                                                         |                                                         |                                                         |                                                         |

|                   | Bač  | Ama  | SAN  | Kul  | Spo  | SSU  | B/S  | STC  | Gra  |
| ----------------- | ---- | ---- | ---- | ---- | ---- | ---- | ---- | ---- | ---- |
| Bačka             | –––– | 4-1  | 4-0  | 3-0  | 0-0  | 5-0  | 6-0  | 2-0  | 6-0  |
| Amateur           | 0-1  | –––– | 1-0  | 3-0  | 5-1  | 4-1  | 5-1  | 2-1  | 3-0  |
| SAND              | 6-4  | 2-3  | –––– | 2-1  | 1-1  | 3-0  | 3-0  | 3-1  | 2-0  |
| Kula              | 1-1  | 0-1  | 1-1  | –––– | 0-0  | 2-1  | 2-1  | 2-1  | 4-0  |
| Sport             | 1-2  | 2-1  | 2-1  | ?    | –––– | ?    | ?    | 3-0  | ?    |
| SSU               | 1-3  | 1-2  | 4-1  | 1-2  | 5-2  | –––– | 3-3  | ?    | 3-0  |
| Bunjevac/Sloga    | 0-2  | 1-1  | 0-3  | 1-2  | 0-0  | 1-0  | –––– | 4-1  | 4-0  |
| STC               | 0-4  | 0-4  | ?    | 0-3  | ?    | 0-4  | 2-0  | –––– | ?    |
| Građanski         | 0-3  | 0-3  | 0-3  | 0-3  | 0-3  | 0-3  | 0-3  | 0-3  | –––– |
| Fonte: exyufudbal |      |      |      |      |      |      |      |      |      |

### Belgrado
```
Il Konkordija è primo in 2. razred dopo il girone d'andata e viene incluso in 1. razred durante la pausa invernale.
```

|                   | Pos. | Squadra             | Pt | G | V | N | P | GF | GS | QR    |
| ----------------- | ---- | ------------------- | -- | - | - | - | - | -- | -- | ----- |
|                   | 1.   | BSK Belgrado        | 14 | 9 | 6 | 2 | 1 | 29 | 9  | 3,222 |
|                   | 2.   | Jugoslavija         | 14 | 9 | 7 | 0 | 2 | 21 | 7  | 3,000 |
|                   | 3.   | BUSK Belgrado       | 7  | 9 | 3 | 1 | 5 | 10 | 16 | 0,625 |
|                   | 4.   | Vardar Belgrado     | 7  | 9 | 3 | 1 | 5 | 7  | 12 | 0,583 |
|                   | 5.   | Konkordija Belgrado | 4  | 5 | 2 | 0 | 3 | 7  | 12 | 0,583 |
|                   | 6.   | Soko Belgrado       | 4  | 9 | 2 | 0 | 7 | 9  | 27 | 0,333 |
| Fonte: exyufudbal |      |                     |    |   |   |   |   |    |    |       |

|                   | BSK  | Jug  | BUS  | Var  | Kon  | Sok  |
| ----------------- | ---- | ---- | ---- | ---- | ---- | ---- |
| BSK               | –––– | 2-0  | 4-1  | 0-0  | 2-2  | ?    |
| Jugoslavija       | 1-3  | –––– | 2-0  | 3-0  | 3-1  | 5-1  |
| BUSK              | 0-5  | 0-2  | –––– | 1-0  | -    | 1-0  |
| Vardar            | ?    | 0-2  | 2-0  | –––– | 1-0  | 1-2  |
| Konkordija        | -    | -    | 3-2  | -    | –––– | 2-1  |
| Soko              | 3-2  | 0-3  | 2-0  | 1-2  | -    | –––– |
| Fonte: exyufudbal |      |      |      |      |      |      |

### Sarajevo
```
Il consiglio della 
JNS
 successivamente annulla il campionato per irregolarità e sospende l'amministrazione della sottofederazione.
[
7
]
```

|                   | Pos. | Squadra         | Pt | G | V | N | P | GF | GS | QR     |
| ----------------- | ---- | --------------- | -- | - | - | - | - | -- | -- | ------ |
|                   | 1.   | Hajduk Sarajevo | 10 | 6 | 5 | 0 | 1 | 24 | 2  | 12,000 |
|                   | 2.   | SAŠK            | 10 | 6 | 5 | 0 | 1 | 27 | 4  | 6,750  |
|                   | 3.   | Slavija         | 10 | 6 | 5 | 0 | 1 | 32 | 5  | 6,400  |
|                   | 4.   | Sarajevski      | 6  | 6 | 3 | 0 | 3 | 11 | 11 | 1,000  |
|                   | 5.   | Troja Sarajevo  | 3  | 6 | 1 | 1 | 4 | 4  | 41 | 0,098  |
|                   | 6.   | Barkohba        | 2  | 6 | 1 | 0 | 5 | 3  | 15 | 0,200  |
|                   | 7.   | Građanski ŠK    | 1  | 6 | 0 | 1 | 5 | 0  | 23 | 0,000  |
| Fonte: exyufudbal |      |                 |    |   |   |   |   |    |    |        |

|                   | Haj  | SAŠ  | Sla  | Sar  | Tro  | Bar  | Gra  |
| ----------------- | ---- | ---- | ---- | ---- | ---- | ---- | ---- |
| Hajduk            | –––– | 2-0  | -    | 3-0  | 11-0 | ?    | 5-0  |
| SAŠK              | -    | –––– | 4-2  | 4-0  | 6-0  | 3-0  | 10-0 |
| Slavija           | 2-0  | -    | –––– | 3-1  | 19-0 | 3-0  | ?    |
| Sarajevski        | -    | -    | -    | –––– | 3-1  | 3-0  | 4-0  |
| Troja             | -    | -    | -    | -    | –––– | 3-2  | 0-0  |
| Barkohba          | -    | -    | -    | -    | -    | –––– | 1-0  |
| Građanski         | -    | -    | -    | -    | -    | -    | –––– |
| Fonte: exyufudbal |      |      |      |      |      |      |      |

### Spalato
|                   | Pos. | Squadra        | Pt | G | V | N | P | GF | GS | QR    |
| ----------------- | ---- | -------------- | -- | - | - | - | - | -- | -- | ----- |
|                   | 1.   | Hajduk Spalato | 16 | 8 | 8 | 0 | 0 | 37 | 4  | 9,250 |
|                   | 2.   | Jug Spalato    | 12 | 8 | 6 | 0 | 2 | 21 | 10 | 2,100 |
|                   | 3.   | Borac Spalato  | 5  | 8 | 2 | 1 | 5 | 11 | 20 | 0,550 |
|                   | 4.   | JSK Spalato    | 5  | 8 | 2 | 1 | 5 | 11 | 29 | 0,379 |
|                   | 5.   | Uskok Spalato  | 2  | 8 | 1 | 0 | 7 | 6  | 23 | 0,261 |
| Fonte: exyufudbal |      |                |    |   |   |   |   |    |    |       |

|                   | Haj  | Jug  | Bor  | Spl  | Usk  |
| ----------------- | ---- | ---- | ---- | ---- | ---- |
| Hajduk            | –––– | 5-1  | 2-0  | 6-1  | 6-0  |
| Jug               | 0-3  | –––– | 2-0  | 3-1  | 1-0  |
| Borac             | 0-4  | 0-5  | –––– | 3-3  | 3-2  |
| JSK Split         | 2-8  | 0-4  | 0-4  | –––– | 1-0  |
| Uskok             | 0-3  | 1-5  | 2-1  | 1-3  | –––– |
| Fonte: exyufudbal |      |      |      |      |      |